# Hans Zimmermann (Politiker, 1906)

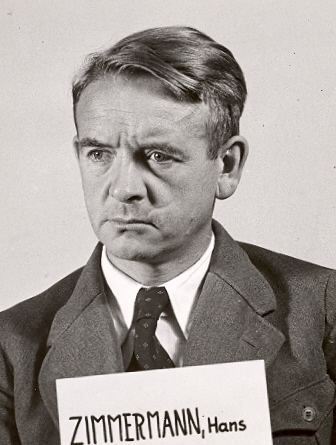
Hans Zimmermann als Zeuge bei den Nürnberger Prozessen

Hans Zimmermann (* 18. Oktober 1906 in Nürnberg; † 1984 in Bayreuth) war ein deutscher Politiker (NSDAP).

## Leben
Nach dem Schulbesuch in Nürnberg und einer zweijährigen Praktikantenzeit in einer Maschinenfabrik machte Zimmermann am Ohm Polytechnikum in Nürnberg das Examen zum Maschinenbau-Ingenieur. Anschließend fand er Stellung als Heizungsingenieur, bis er 1932 durch Konkurs der Firma arbeitslos wurde. Zimmermann trat am 1. November 1930 in die NSDAP (Mitgliedsnummer 377.977) und im gleichen Jahr in die Sturmabteilung (SA) ein und war seit 1930 als Kreis- und Gauredner in Nürnberg und Franken aktiv. Während seiner Arbeitslosigkeit arbeitete er beim damaligen stellvertretenden Gauleiter Karl Holz mit. Von 1932 bis 1934 war er Sektions- und Ortsgruppenleiter in Johannis. Mitte Juli 1934 wurde er zum Kreisleiter der Stadt Nürnberg ernannt.
Am 27. Juni 1933 wurde er Verwaltungsdirektor der Allgemeinen Ortskrankenkasse in Nürnberg und vom 16. Mai 1939 bis 1945 Leiter des Reichsverbandes der Ortskrankenkassen. Von 1933 bis 1935 war er im Stadtrat von Nürnberg und danach dort bis 1945 Ratsherr.
Am 7. Juli 1940 trat Zimmermann im Nachrückverfahren für den auf ein anderes Mandat gewechselten Albert Forster in den nationalsozialistischen Reichstag ein, in dem er bis zum Ende der NS-Herrschaft den Wahlkreis 26 (Franken) vertrat.
Von März 1940 bis 1942, während Karl Holz bei der Wehrmacht war, leitete Zimmermann die Geschäfte des Gaus Franken, nachdem Julius Streicher von diesem Posten suspendiert worden war. Von März 1942 bis Dezember 1943 leistete er Kriegsdienst. Nach seiner Rückkehr wurde er SA-Oberführer und Hauptbereichsleiter der NSDAP. Während der Schlacht um Nürnberg flüchtete er am 18. April 1945 aus der Stadt, um sich am 2. Juli 1945 in Nürnberg zu stellen.